# Przemysław Tytoń
Przemysław Tytoń (pronunție în poloneză [pʂɛˈmɨswaf ˈtɨtɔɲ]; n. 4 ianuarie 1987, Zamość, Polonia), este un fotbalist profesionist polonez care joacă pe postul de portar pentru clubul spaniol Deportivo La Coruña.

## Cariera la club
Tytoń a jucat pentru Górnik Leczna până la sfârșitul sezonului 2006-07, când echipa poloneză a fost retrogradată în divizia a treia din cauza corupției. Cererea sa de a fi lăsat liber de contract a fost aprobată de către PZPN, după care a semnat un contract pe cinci ani cu Roda JC.

### Roda JC
A debutat în Eredivisie pe 29 martie 2008 cu o remiză albă împotriva lui Heracles Almelo. A fost singurul meci jucat în acel sezon.
În ianuarie 2010, Tytoń a devenit prima alegere pentru postul portar, preluându-l de la Bram Castro. El a suferit o intervenție chirurgicală la umăr la sfârșitul lunii martie 2011.

### PSV
Pe 16 august 2011, a fost anunțat că PSV Eindhoven l-a împrumutat pe Tytoń pentru un an, cu opțiune de cumpărare la finalul sezonului. Pe 20 ianuarie 2012 PSV a activat clauza de reziliere a lui Tytoń, care a semnat un contract pentru patru ani.
Pe 18 septembrie 2011, Tytoń suferit o contuzie serioasă atunci când s-a ciocnit cu un coechipier în timpul meciului dintre PSV și Ajax și, ulterior, a fost scos de pe teren cu targa, meciul fiind amânat pentru 15 minute. Nu a suferit o accidentare gravă așa că a fost externat din spital a doua zi. A revenit a doua zi în meciul de Europa League cu FC Rapid București (2-1).
Tytoń și-a revenit rapid după accidentare și a intrat în formă, înlocuindu-l pe portarul Andreas Isaksson ca prima alegere în poartă. În semifinala Cupei Olandei din 2011-12 împotriva lui SC Heerenveen, în care PSV a avansat în finală câștigând 3-1, Tytoń a făcut un meci mare apărând un penalty. A devenit cunoscut de suporteri și în presă drept „Ucigașul de penaltiuri”.
A jucat în finala Cupei Olandei pe 8 aprilie 2012, unde PSV a încins-o pe Heracles Almelo 3-0.
La începutul sezonului 2012-13, Tytoń a primit tricoul cu numărul 1 tricou la PSV după plecarea lui Isaksson. El a început sezonul ca prima alegere pentru postul portar, înainte de aducerea lui Boy Waterman. Cu toate acestea, după cinci jocuri liga, Tytoń a fost trimis pe bancă, Waterman fiind preferat ca prima alegere portar de noul antrenor Dick Advocaat.

#### Elche (împrumut)
Pe 4 iulie 2014, Tytoń a fost împrumutat echipa spaniolă Elche CF din La Liga pentru un an.

### VfB Stuttgart
În sezonul 2015-16 sezon, Tytoń a ajuns la VfB Stuttgart.

## Carieră la națională

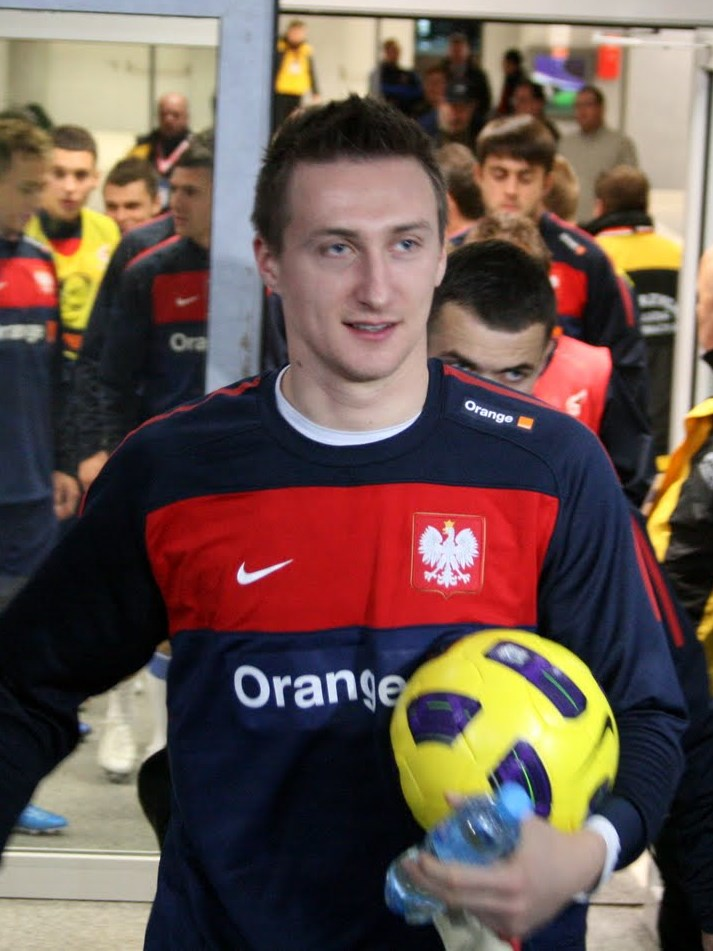
Tytoń înaintea unui meci al Poloniei din 2010

Pe 29 mai 2010, a debutat pentru echipa națională de fotbal a Poloniei într-o remiză albă împotriva Finlandei.
Tytoń a fost convocat în lotul Poloniei care a participat la UEFA Euro 2012, fiind al treilea a treia alegere pentru postul de portar după Wojciech Szczesny și Łukasz Fabiański, ambii ieșind de pe teren. 
În minutul 68, în meciul de deschidere împotriva Greciei, Szczesny primit direct cartonașul roșu provocând și un penalty. Tytoń a intrat de pe banca de rezerve și a apărat penaltiul executat de căpitanul grec Giorgos Karagounis. Jocul s-a încheiat la egalitate 1: 1.
El a devenit primul portar din istoria Campionatelor Europene care a scos un penalty după ce a intrat de pe banca de rezerrve. După meci, Tytoń a declarat despre apărarea penaliului că a fost „ca un vis”: „m-am simțit ca într-un vis, am fost conștient de faptul că acum era șansa mea. Chiar am vrut să ajut echipa. Mulțumesc lui Dumnezeu că am apărat penaltiul.”
Tytoń a fost titularul Poloniei pentru următoarele două meciuri, chiar dacă lui Szczesny i-a expirat suspendarea cauzată de primirea cartonașului roșu.

## Titluri
PSV
- Cupa KNVB: 2012
- Johan Cruijff Scut: 2012